# Eliahu Inbal
Eliahu Inbal (ur. 16 lutego 1936 w Jerozolimie) – izraelski dyrygent orkiestrowy.
Uczył się gry na skrzypcach w Izraelskiej Akademii Muzycznej i brał lekcje kompozycji od Paula Ben-Haima. Po usłyszeniu Inbala Leonard Bernstein umożliwił mu dalszą edukację na kierunku dyrygentury w Konserwatorium Paryskim. Eliahu pobierał też lekcje od Sergiu Celibidache i Franca Ferrary w Hilversum, w Holandii. W Novarze, w 1963 zajął pierwsze miejsce w Konkursie Dyrygenckim im. Guido Cantelli. 
W młodości występował głównie we Włoszech, ale uznanie przyniósł mu debiut w 1965, w Wielkiej Brytanii z Londyńską Orkiestrą Filharmoniczną. Dzięki niemu nawiązał współpracę z innymi orkiestrami brytyjskimi (ostatecznie otrzymał obywatelstwo brytyjskie). Współpracował ponadto z wieloma orkiestrami w Europie i Ameryce.
W latach 1974–1990 był głównym dyrygentem Frankfurckiej Radiowej Orkiestry Symfonicznej. Nagrał z nią oryginalne wersje kilku symfonii Antona Brucknera, za co otrzymał Jahrespreis der deutschen Schallplatten-Kritik. Nagrał także kompletny cykl symfonii Gustava Mahlera. Od 1984 do 1989 był naczelnym dyrygentem w weneckim Teatro La Fenice.
Inbal dyrygował szeroką gamą utworów. Jest najlepiej znany za swoje interpretacje późnoromantycznych prac, ale także jako dyrygent operowy oraz dyrygent premier wielu dzieł współczesnych.